# Păr de contur

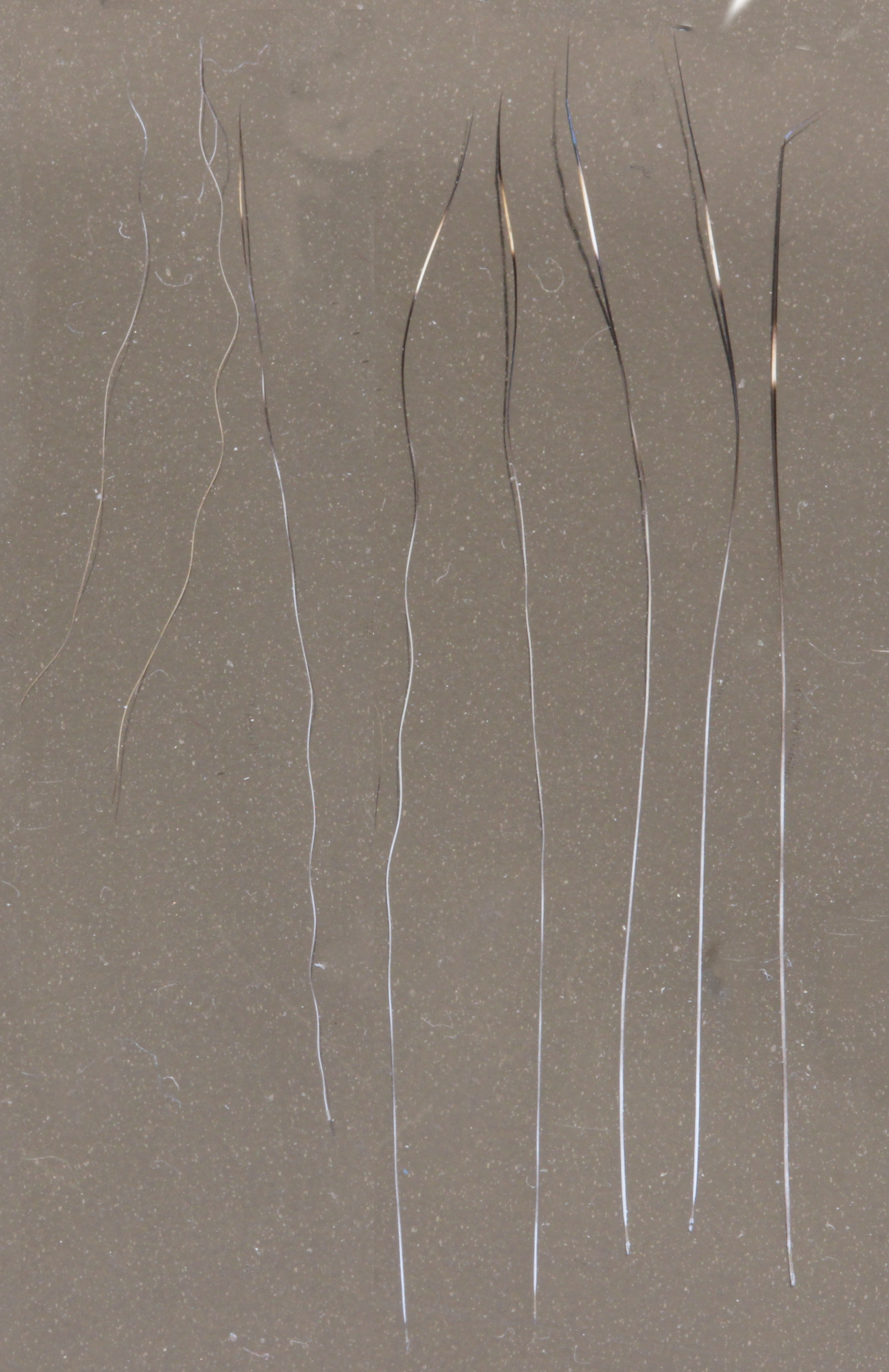
Puful (stânga) și părul de contur cu spic (dreapta) la o pisică

Părul de contur sau părul acoperitor,  numit și păr protector (în engleză guard hair, overhair, contour hair), este părul lung și aspru din stratul exterior al blănii mamiferelor, vizibil la suprafața blănii. Sub părul de contur se află puful scurt, des și fin.

### Descrierea
Părul de contur este format din fire cu lungimi diferite (mai scurte sau mai lungi), de regulă drepte și puternice, cu măduva bine dezvoltată. Firele de păr de contur au partea bazală mai subțire și albicioasă, iar cea distală devine mai rigidă, cu vârful ascuțit și orientat caudal, fie zbârlit, fie lins. La multe mamifere, părul de contur este răspândit pe cea mai mare parte a pielii, constituie masa principală a blănii, acoperă puful și dă conturul și culoarea blănii, din combinațiile în procente diferite a doi pigmenți: eumelanina de culoare cafenie și neagră, și feomelanina de culoare galbenă și roșie. Gradul de concentrare sau de dispersie a pigmenților în păr, poziția părului și poziția diferitelor feluri de peri dau varietatea de culoare a blănii mamiferelor.

## Tipurile de păr de contur
Se deosebesc 4 tipuri de păr de contur: părul director, părul cu spic, peri setiformi și țepi.

### Părul director
Părul director, numit și jar, (în engleză lead hair, leading hair, guard hair, franceză jarre, poils recteurs, germană leithaare, rusă направляющие волосы) la mamiferele cu blană este cel mai lung și cel mai gros. Este neted și drept, relativ rigid (dar mai puțin decât un spin) și destul de lung, în general pigmentat. Capetele firelor de păr director se ridică deasupra pufului și părului cu spic și depășește de obicei suprafața blănii și constituie partea vizibilă a blănii, formând așa-numitul voal. Se găsește în special pe spatele animalului. De cele mai multe ori, firele de păr sunt grupate câte trei, firul de păr mijlociu fiind un fir de păr director, iar cele laterale, în special fire de păr cu spic. Părul director și cel cu spic formează un înveliș care servește mai mult la protecția corpului animalului contra rănirilor. Părul director reprezintă numai circa 0,1—0,5% din numărul total al firelor de păr ale blănii.

### Părul cu spic

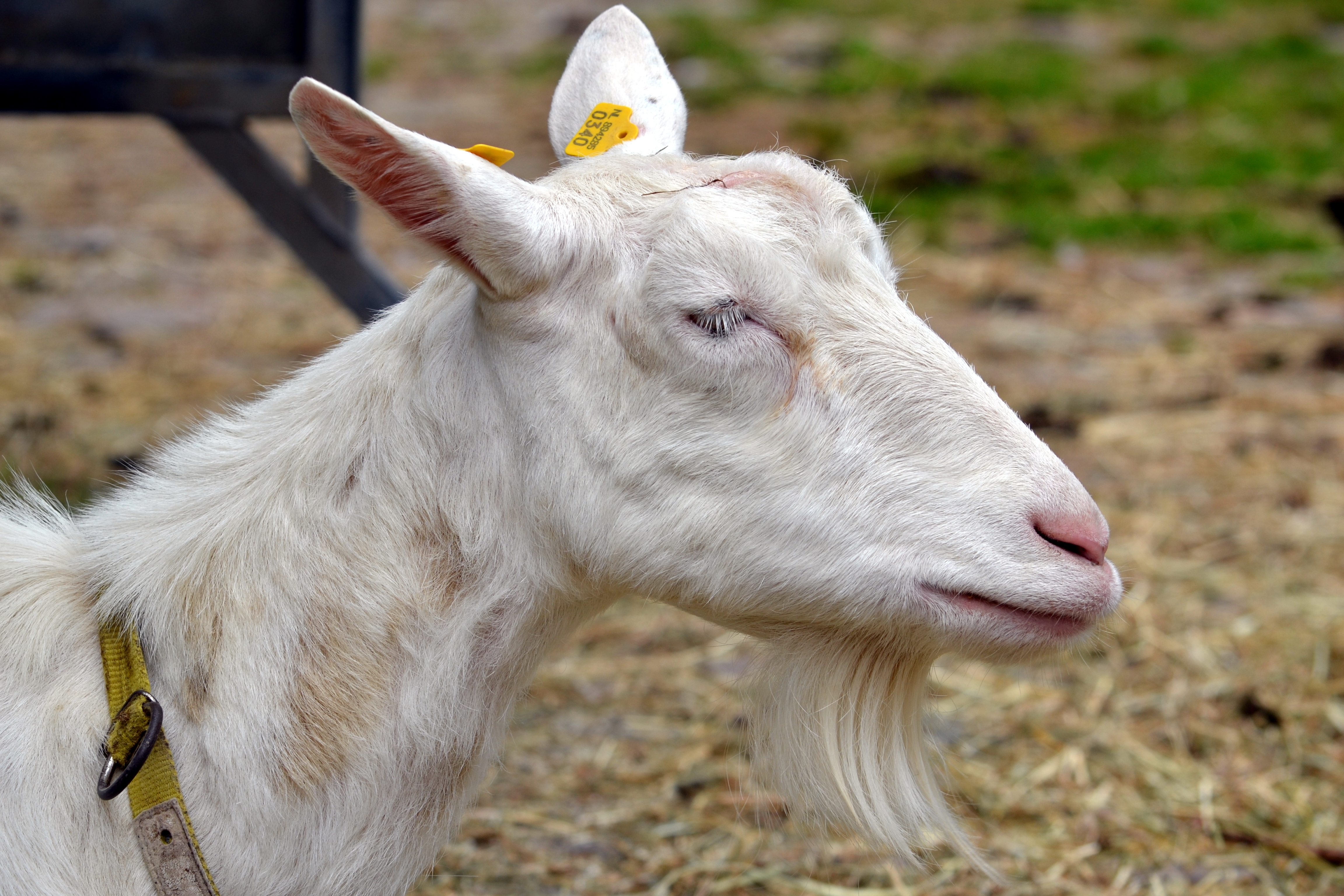
Barba la capră este formată din peri setiformi

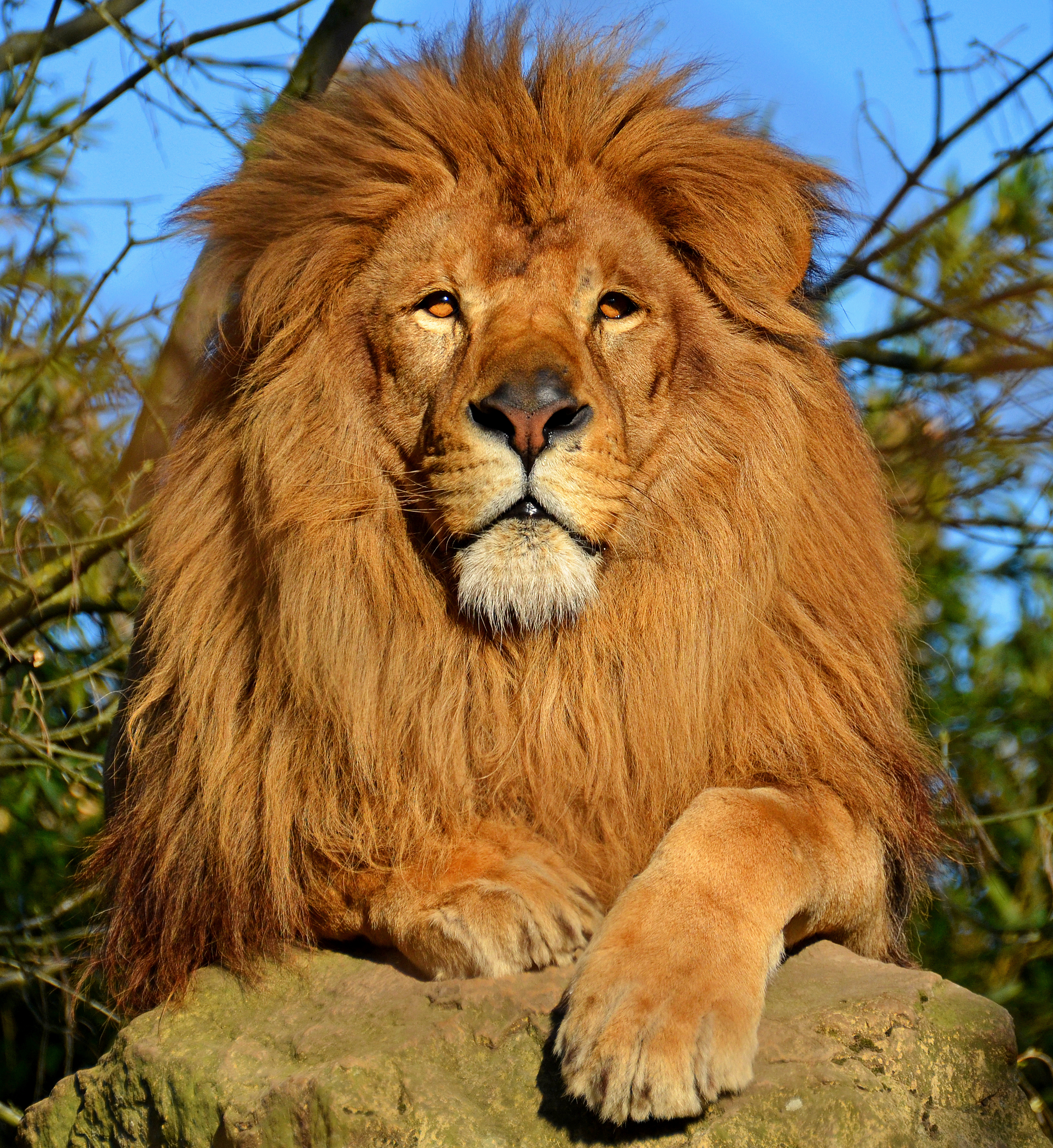
Gulerul și coama leului mascul sunt formate din părul cu spic lung (în engleză bristles)

Părul cu spic (în engleză awn hairs), numit și fir de păr de coroană, numit uneori și jar (din franceza jarre), are firele de păr acoperitor mai subțiri la bază și îngroșate în formă de fus spre vârf, care este tare și, de obicei, diferit colorat, constituind spicul părului. Părul cu spic este îndreptat de obicei într-o singură direcție, dând blănii un contur distinct. Acest tip de păr este întâlnit la carnivore. La ecvide, bovine, și pe fața și picioarele ovinelor, perii acoperitori sunt mai scurți, mai tari, drepți și cu spic neevident.
Părul lung cu spic (în engleză bristles). În unele regiuni ale corpului, la ecvide și bovide, unele carnivore etc., părul de contur este deosebit de dezvoltat, devenind mai lung, mai rezistent, adesea este tare și strălucitor și diferit colorat, formând moțul, coama sau coada animalului; acest caracter variază adesea după sex, servind pentru deosebirea sexelor (dimorfism sexual). De ex. la leu masculii au un guler format din părul de contur lung, tare, care crește continuu, și se extinde și pe umeri, iar pe partea dorsală a gâtului formează o coamă.

### Peri setiformi

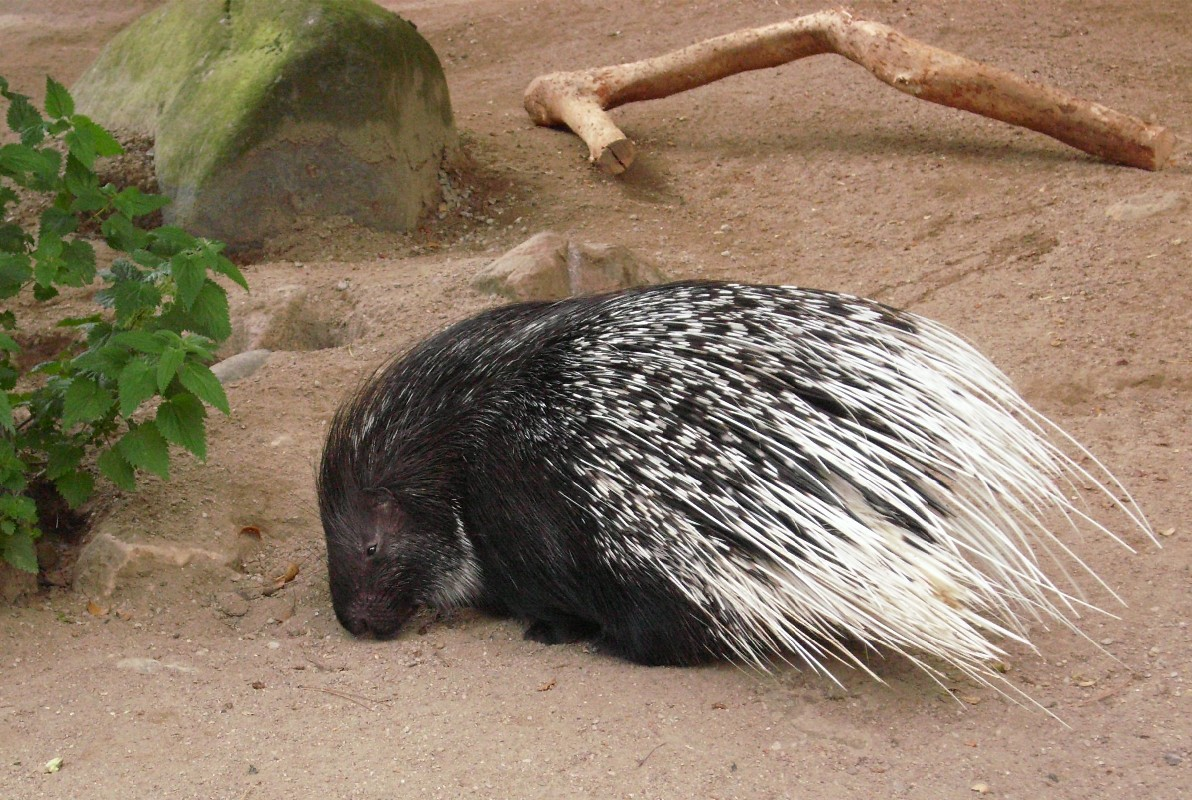
Țepii porcului spinos (Hystrix cristata)

Perii setiformi  au un aspect mai aspru și  mai tari. Acest tip de păr se întâlnește la porci, în pavilionul urechii la alte câteva mamifere, sau în barbă la capră.

### Țepi sau spini
Țepii sau spinii (în engleză spines) - este părul de contur cu firele foarte dezvoltate și mari, rigide, acestea formează ghimpii protectori la arici, echidna, și mai ales la porcul spinos.